# محرك البث ووزا
محرك البث ووزا (بالإنجليزية: Wowza) هو برنامج خادم تدفق بث موحد أنشئ من طرف شركة نظم وسائط الإعلام ووزا.